# Снежна гъска
Снежната гъска (Chen caerulescens) е едър представител на семейство Патицови, разред Гъскоподобни. Плътно набито телосложение с къса шия. Тежи между 2,5 и 3,5 кг. Дължина на тялото 60–70 cm, размах на крилете около 130–170 cm. Няма изразен полов диморфизъм. В бялата и фаза, оперението и е напълно бяло с изключение на черните махови пера, а в тъмната фаза, тъмно сиво със синкав оттенък и бяла глава. На север се среща предимно бялата фаза, а на юг тъмната. По-често се срещат двойки в една фаза.

## Разпространение
Разпространена е предимно в Северна Америка, но неголям брой птици живеят и в Азия и Европа. Среща се и в България.

## Начин на живот и хранене
Приема предимно растителна храна, зърнени култури. Живее и гнезди на ята. Прелетна птица.

## Размножаване
Моногамна птица, гнезди в колонии от понякога няколко хиляди двойки. Малките се излюпват достатъчно развити за да могат да се придвижват и хранят самостоятелно.